# Woden (Iowa)
Woden – miasto w Stanach Zjednoczonych, w stanie Iowa, w hrabstwie Hancock. Zgodnie ze spisem statystycznym z 2000 roku, miasto liczyło 243 mieszkańców.